# Sarāb-e Pāpī
Sarāb-e Pāpī (persiska: سراب پاپی) är en ort i Iran.   Den ligger i provinsen Lorestan, i den västra delen av landet, 400 km sydväst om huvudstaden Teheran. Sarāb-e Pāpī ligger 1 577 meter över havet och antalet invånare är 143.
Terrängen runt Sarāb-e Pāpī är kuperad åt sydost, men åt nordväst är den platt.Runt Sarāb-e Pāpī är det ganska tätbefolkat, med 72 invånare per kvadratkilometer. Närmaste större samhälle är Aleshtar, 2,9 km norr om Sarāb-e Pāpī. Omgivningarna runt Sarāb-e Pāpī är i huvudsak ett öppet busklandskap.